# Donell Taylor
Donell Taylor, né le 26 juillet 1982, à Washington D.C., est un joueur américain de basket-ball. Il évolue aux postes d'arrière et d'ailier. Il est le frère jumeau de Ronell Taylor.

## Palmarès
- Meilleur marqueur du championnat d'Italie 2013